# Final de la Copa de Europa de Naciones de 1960
La final de la Copa de Europa de Naciones de 1960 fue un partido de fútbol celebrado en el Parque de los Príncipes de París el 10 de julio de 1960 para determinar el ganador de dicha competición en ese año. Fue la primera final del Campeonato Europeo de Fútbol de la Unión de Federaciones Europeas de Fútbol (UEFA), la máxima competición futbolística de selecciones nacionales de esta confederación, y lo disputaron la Unión Soviética y Yugoslavia. De camino a la final, la primera derrotó a Hungría en una eliminatoria a doble partido antes de recibir un pase de ronda en cuartos de final tras la retirada de España del torneo, para posteriormente ganar 3-0 a Checoslovaquia en la semifinal. Yugoslavia, por su parte, derrotó a Bulgaria, Portugal y Francia, país anfitrión de la fase final.
El árbitro de la final, disputada ante 17 966 espectadores en condiciones de lluvia, fue el inglés Arthur Ellis. Yugoslavia se adelantó en el minuto cuarenta y tres con un gol atribuido a Milan Galić tras dominar los primeros compases del partido. Sin embargo, la Unión Soviética empató poco después del descanso gracias a Slava Metreveli y el partido terminó 1-1 en el tiempo reglamentario, por lo que fue necesaria la prórroga para determinar el resultado. Durante el primer periodo del tiempo adicional, el yugoslavo Dražan Jerković pudo anotar mediante un cabezazo el tanto de la victoria para Yugoslavia, pero este se desvió y a falta de siete minutos para el final, Víktor Ponedélnik marcó de cabeza tras un centro de Valentín Ivanov, lo que otorgaba la victoria a la Unión Soviética por 2-1.
Yugoslavia se clasificó para la Copa Mundial de Fútbol de 1962, en la que quedó segunda del Grupo 1, por detrás de la Unión Soviética, contra la que perdió por 2-0, antes de derrotar a Alemania Occidental en cuartos de final. Fue eliminada en semifinales por Checoslovaquia y perdió contra Chile, quien había vencido a la Unión Soviética en cuartos de final, en el partido por el tercer puesto.

## Contexto
La Copa de Europa de Naciones de fútbol de 1960 fue la primera edición del Campeonato de Europa de la Unión de Federaciones Europeas de Fútbol (UEFA), la competición futbolística de selecciones nacionales de dicha confederación. Las rondas iniciales, disputadas entre el 6 y el 10 de julio, se jugaron a ida y vuelta antes de que las semifinales y la final tuvieran lugar en Francia. Además, en la víspera de la final se jugó un partido por el tercer puesto.
La Unión Soviética había hecho su debut en un torneo internacional de fútbol en la Copa Mundial de la FIFA de 1958, donde fue derrotada en los cuartos de final por 2-0 contra la anfitriona Suecia. Yugoslavia también participó en ese mismo Mundial y, al igual que los soviéticos, cayeron en cuartos de final por Alemania Occidental. El último enfrentamiento entre ambas selecciones fue en los Juegos Olímpicos de Verano de 1956, donde la Unión Soviética ganó por 1-0 en la final.

## Camino hacia la final

### Unión Soviética
| Ronda            | Rival          | Resultado        |
| ---------------- | -------------- | ---------------- |
| Octavos de final | Hungría        | 3-1 (I), 1-0 (V) |
| Cuartos de final | España         | Walkover         |
| Semifinales      | Checoslovaquia | 3-0 (U)          |

La Unión Soviética comenzó su campaña inaugural de la Copa de Europa de Naciones en los octavos de final, donde se enfrentó a Hungría en una eliminatoria a doble partido, siendo el primero de estos en el Estadio Central Lenin de Moscú el 28 de septiembre de 1958 ante 100 572 espectadores. Anatoli Ilín dio a la Unión Soviética una temprana ventaja al marcar el primer gol del campeonato en el minuto cuatro, cuando desplazó al líbero Ferenc Sipos dentro del área de penal húngara antes de disparar por encima del portero Béla Bakó. Slava Metreveli dobló la ventaja en el minuto veinte, y Valentín Ivanov marcó doce minutos más tarde el 3-0 con el que se llegó al descanso. A seis minutos del final, el húngaro János Göröcs marcó para reducir la desventaja y el partido terminó 3-1. La vuelta tuvo lugar casi un año después, en el Népstadion de Budapest, el 27 de septiembre de 1959, con una asistencia de 78 481 personas. El único gol del partido fue anotado por Yuri Vóynov en la segunda parte, lo que hizo que el encuentro terminara con un 1-0 a favor de la Unión Soviética, que pasó a cuartos de final con un 4-1 de resultado global.
En los cuartos de final, la Unión Soviética debía enfrentarse a España, pero el líder dictatorial del país, Francisco Franco, ordenó al presidente de la Real Federación Española de Fútbol, Alfonso de la Fuente, que retirara al equipo del torneo. En consecuencia, la UEFA sancionó económicamente a España y concedió a la Unión Soviética el pase a la semifinal. Allí, el 6 de julio de 1960, se enfrentaron a Checoslovaquia en el Stade Vélodrome de Marsella ante 25 184 espectadores. Víktor Ponedélnik estuvo a punto de marcar para la Unión Soviética en el minuto veinticuatro, pero fue Ivanov quien dio a su equipo el 1-0 con un disparo bajo con la zurda desde el interior del área de penal checoslovaca. A los once minutos del descanso, este último dobló la ventaja soviética con un nuevo chute a bocajarro. Ponedélnik marcó a mediados de la segunda parte con un disparo con la derecha desde el borde del área pequeña, lo que se convirtió en el último tanto del encuentro y otorgó, con una victoria por 3-0, el pase a la final inaugural de la Copa de Europa de Naciones a la Unión Soviética.

### Yugoslavia
| Ronda            | Rival    | Resultado        |
| ---------------- | -------- | ---------------- |
| Octavos de final | Bulgaria | 2-0 (I), 1-1 (V) |
| Cuartos de final | Portugal | 1-2 (I), 5-1 (V) |
| Semifinales      | Francia  | 5-4 (U)          |

El primer torneo de Yugoslavia en la Copa de Europa de Naciones comenzó con una eliminatoria a doble partido contra Bulgaria, cuyo primer encuentro tuvo lugar el 31 de mayo de 1959 en el Estadio JNA de Belgrado. Los locales se adelantaron por medio de Milan Galić, quien marcó en el primer minuto. A continuación, Lazar Tasić dobló la ventaja yugoslava a falta de tres minutos para el final, lo que aseguró la victoria por 2-0. El partido de vuelta se disputó el 25 de octubre de 1959 en el Estadio Nacional Vasil Levski de Sofía, donde tras una primera parte sin goles, Todor Diev dio la ventaja a Bulgaria cinco minutos después del descanso, pero Muhamed Mujić empató para Yugoslavia seis minutos después. No se marcaron más goles y el partido terminó 1-1, con lo que Yugoslavia pasó a cuartos de final con una victoria global de 3-1.
En el siguiente encuentro se enfrentaron a Portugal, por lo que disputaron el partido de ida el 8 de mayo de 1960 en el Estadio Nacional de Lisboa. Aunque Yugoslavia dominó el partido, Portugal se adelantó 2-0 con goles de Santana y Matateu. A falta de menos de diez minutos para el final, Bora Kostić redujo la diferencia y el partido terminó 2-1 a favor de los lusos. El partido de vuelta tuvo lugar el 22 de mayo de 1960 en el Estadio JNA de Belgrado, donde Dragoslav Šekularac adelantó a Yugoslavia al marcar en el minuto ocho. Domiciano Cavém empató para Portugal veintiún minutos después, pero Zvezdan Čebinac devolvió la ventaja a los balcánicos justo antes del descanso. Finalmente, dos goles en la segunda parte de Bora Kostić y uno de Galić aseguraron la victoria de Yugoslavia por 5-1 y un triunfo global de 6-3, lo que les daba el pase a semifinales.
La semifinal enfrentó a Yugoslavia con la anfitriona Francia el 6 de julio de 1960 en el Parque de los Príncipes. A los once minutos del partido, Galić remató el balón desde fuera del área francesa y, superando al guardameta Georges Lamia, lo introdujo por la escuadra de la portería, pero Jean Vincent empató el partido un minuto más tarde con un disparo en rosca y François Heutte dio a Francia la ventaja en el descanso con un gol en el minuto cuarenta y tres. Maryan Wisnieski hizo el 3-1 para los galos ocho minutos después del descanso, aunque Ante Žanetić batió a Lamia en el primer palo para reducir la desventaja de Yugoslavia. A mediados de la segunda parte, Heutte devolvió la ventaja de dos goles a Francia, a pesar de que los jugadores yugoslavos apelaron al fuera de juego. A falta de quince minutos, Tomislav Knez hizo el 4-3 antes de que Dražan Jerković marcara dos goles en un minuto, aprovechando los errores de Lamia, para asegurar la victoria de Yugoslavia por 5-4 y la clasificación para la final inaugural. A 2021, la semifinal sigue siendo el partido con más goles de una fase final en la historia de la Eurocopa.

## Partido

### Antes del partido
El partido fue televisado en directo y se disputó con malas condiciones meteorológicas. Yugoslavia, dirigida por un comité, optó por cambiar su portero, por lo que introdujeron a Blagoje Vidinić en lugar de Milutin Šoškić, quien sufría un problema ocular. También incluyeron al debutante Željko Matuš en su once inicial. El árbitro del partido fue el inglés Arthur Ellis, quien ya había arbitrado la primera final de la Copa de Campeones de Europa en 1956 en el Parque de los Príncipes, entre el Real Madrid y el Reims.

### Resumen

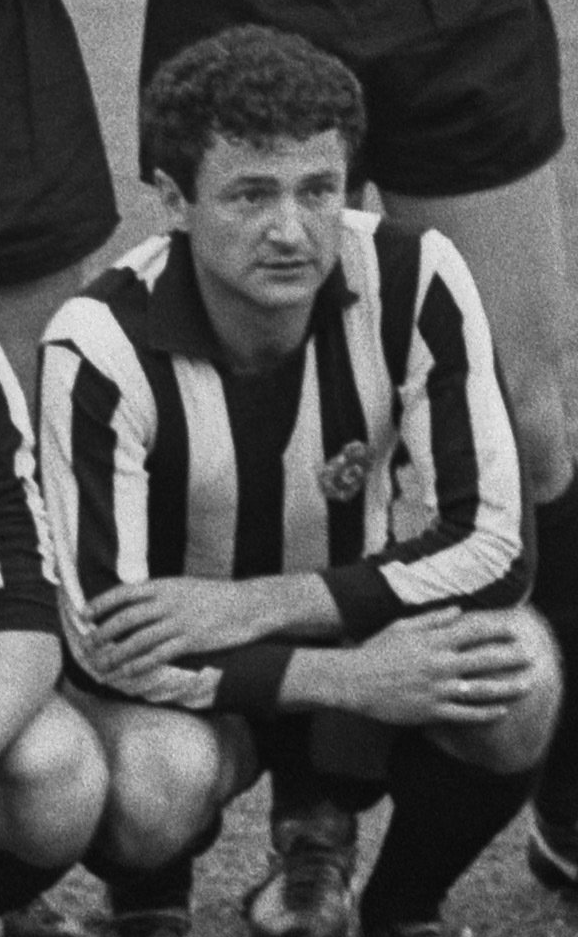
Milan Galić (fotografiado en 1966) marcó el único gol yugoslavo.

La final se disputó el 10 de julio de 1960 en el Parque de los Príncipes ante 17 966 espectadores. Yugoslavia dominó los primeros compases del partido y el portero de la Unión Soviética, Lev Yashin, se vio obligado a salvar dos tiros libres de Kostić. Poco después, un chute un poco desviado de Šekularac pasó cerca de la portería mientras Yashin estaba estático. Dos minutos antes del descanso, Yugoslavia se adelantó, gracias a un centro raso de Jerković que fue desviado hacia la portería más allá de Yashin. El análisis del vídeo del partido no es concluyente: el gol fue marcado por Galić o desviado a su propia portería por el soviético Ígor Netto, quien estaba marcando al jugador yugoslavo. Sin embargo, históricamente se atribuye el gol a este último. Durante el descanso, el exjugador de la Unión Soviética Boris Kuznetsov, quien estaba con el equipo, añadió clavos a las botas de su equipo para hacer frente a las condiciones de humedad bajo los pies. Cuatro minutos después del descanso, la Unión Soviética empató, gracias a un disparo de Valentín Bubukin con la zurda desde unos veintitrés metros que fue mal manejado por Vidinić, lo que permitió que Metreveli marcara desde cerca. En las postrimerías del partido, un tiro cruzado de Metreveli atravesó el área de meta y fue desaprovechado por Ponedélnik, antes de que Ivanov realizara un remate desviado a bocajarro. El tiempo reglamentario terminó 1-1, por lo que el partido se fue a la prórroga.
Durante el periodo adicional, Yashin salió a despejar un córner, pero el cabezazo de Jerković se fue fuera. Al principio de la segunda parte, Žanetić puso un centro raso, pero Galić perdió la oportunidad de marcar. En el minuto ciento trece de la final, Ivanov envió un centro a Ponedélnik, que cabeceó al otro lado de la portería y lo metió por la escuadra para dar la ventaja a la Unión Soviética. A pesar de un barullo a la desesperada en el área de meta de la Unión Soviética por parte de los yugoslavos con el objetivo de marcar gol, Ellis pitó el final del partido. Con un resultado favorable de 2-1, la Unión Soviética se convirtió en la ganadora inaugural de la Copa Europea de Naciones.

### Detalles
| 10 de julio de 1960, 20:30 CET | Unión Soviética                 | 2-1 (t. s.) | Yugoslavia | Parque de los Príncipes, París                                        |                                                                       |
|                                | Metreveli 49' · Ponedélnik 113' | Reporte     | Galić 43'  | Asistencia: 17 966 espectadores Árbitro(s): Arthur Ellis (Inglaterra) | Asistencia: 17 966 espectadores Árbitro(s): Arthur Ellis (Inglaterra) |

|  |  |

|                  |    |                     |  |
|                  |    |                     |  |
| PR               | 1  | Lev Yashin          |  |
| DF               | 2  | Givi Chokheli       |  |
| DF               | 3  | Anatoliy Maslionkin |  |
| DF               | 4  | Anatoli Krútikov    |  |
| MC               | 5  | Yuri Vóynov         |  |
| MC               | 6  | Ígor Netto ()       |  |
| DEL              | 7  | Slava Metreveli     |  |
| DEL              | 8  | Valentín Ivanov     |  |
| DEL              | 9  | Víktor Ponedélnik   |  |
| DEL              | 10 | Valentín Bubukin    |  |
| DEL              | 11 | Mijeíl Mesji        |  |
| Entrenador:      |    |                     |  |
| Gavriil Kachalin |    |                     |  |

|                                                      |    |                     |  |
|                                                      |    |                     |  |
| PR                                                   | 1  | Blagoje Vidinić     |  |
| DF                                                   | 2  | Vladimir Durković   |  |
| DF                                                   | 3  | Fahrudin Jusufi     |  |
| MC                                                   | 4  | Ante Žanetić        |  |
| DF                                                   | 5  | Jovan Miladinović   |  |
| MC                                                   | 6  | Željko Perušić      |  |
| DEL                                                  | 7  | Dragoslav Šekularac |  |
| DEL                                                  | 8  | Dražan Jerković     |  |
| DEL                                                  | 9  | Milan Galić         |  |
| DEL                                                  | 10 | Željko Matuš        |  |
| DEL                                                  | 11 | Bora Kostić ()      |  |
| Entrenadores:                                        |    |                     |  |
| Aleksandar Tirnanić Ljubomir Lovrić Dragomir Nikolić |    |                     |  |

|                                    |
| Unión Soviética                    |
| Campeón Unión Soviética 1.º título |

## Hechos posteriores
El goleador ganador, Ponedélnik, dijo más tarde: «La selección nacional soviética se convirtió en la primera campeona de Europa de la historia. Nadie puede olvidar esos momentos de gloria. En cuanto a mí, ese gol en el minuto ciento trece fue el más importante de toda mi carrera. Fue el momento estelar de mi vida». Todos los integrantes del equipo del torneo de la UEFA, excepto dos, habían participado en la final, incluidos cinco jugadores de la Unión Soviética y cuatro de Yugoslavia. Los soviéticos celebraron el triunfo hasta el amanecer en París, y Vóynov recuerda que «... sentarse en un café de París con una copa de vino era suficiente. No bebimos mucho. Estábamos borrachos de victoria». Cada uno de los jugadores ganadores recibió doscientos dólares en premios y el día después de la final tuvieron una recepción realizada en la Torre Eiffel. A su regreso a Moscú, fueron aclamados por más de cien mil personas en un desfile de la victoria celebrado en el Estadio Central Lenin. Más tarde, al hablar de la escasa asistencia, Šekularac sugirió que «el público francés quería el glamour de Europa occidental, no equipos misteriosos del otro lado del continente».
Yugoslavia se clasificó para la Copa Mundial de Fútbol de 1962, en la que quedó segunda del Grupo 1, por detrás de la Unión Soviética, contra la que perdió por 2-0, antes de derrotar a Alemania Occidental en cuartos de final, para posteriormente ser eliminada en semifinales por Checoslovaquia y perder contra Chile, que había vencido a la Unión Soviética en cuartos de final, en el partido por el tercer puesto.